# Manuel Burgès i Juanico
Manuel Burgès i Juanico (Barcelona, 16 de gener del 1874 - 3 de novembre del 1945) va ser un compositor, professor i pianista català que ocasionalment emprà els pseudònims Manuel de Burgos, Richard von Grün, W. Kraus i Carlos Vergara.

## Biografia
Era fill de Pau Burgès Puig, traginer, i de Clotilde Juanico Dalmau, ambdós de Barcelona i residents al barri de Santa Caterina. L'endemà del naixement fou inscrit al jutjat de Sant Pere amb els noms de Manuel Joan i Marcel.
Cursà els estudis a l'Escola Municipal de Música de Barcelona i al Conservatori de Colònia (Alemanya), on es doctorà en música. Va fundar l'Escola Musical Internacional Burgès a Barcelona, amb el fi de desenvolupar una lavor didàctica, i la Societat Barcelonesa de Concerts el 22 d'abril de 1898 (membre de la Federació Internacional de Societats Simfòniques), que tingué el suport d'Edvard Grieg, Camille Saint-Saëns, Jules Massenet i Gustave Charpentier, compositors amb qui mantingué correspondència. Guanyà el Premi Fastenrath, donats els seus coneixements dels problemas técnicos de la música.
Cap al final de la seva vida, fou professor de Solfeig de Grau Superior i harmonia de l'Acadèmia Ainaud, professor de la secció musical al Centre Artístic Musical i de la seva pròpia acadèmia, tenint alumnes com Vicenç Martín Quirós, Domènec Prat i, el músic i coreògraf, Segundo Olaeta Mugartegui.
Com a compositor, fou autor d'una òpera, música simfònica, de cambra, eclesiàstica, entre d'altres. A destacar el seu poema bucólico La vida en el campo estrenada a Colònia a 1890, i interpretada a diferents llocs d'Europa com París, Milà, Londres, Amsterdam (dirigit per Panzer) i Bergen (Noruega).
Pel que fa a vida personal de l'autor, Manuel Burgès es va casar amb Carolina Lasheras de Vergara i foren pares de Bonanova Burgès i Lasheras, morta als 23 anys, que va ser també compositora.
Actualment, el seu fons es conserva a la Biblioteca de Catalunya, on fou donat l'any 1968, i, a més, conté obres de la seva filla.

## Obres[7]
(selecció)
Algunas de les seves obres es conserven a l'Arxiu Comarcal de la Garrotxa i a les fons de l'església parroquial de Sant Esteve d'Olot.
- Antologia de música eclesiàstica per a 1, 2 o 3 veus Ac[8]
- A la memoria de los héroes del Riff, marcha fúnebre (Partitura per a clarinet)
- Balada, danza española, op. 492 (1916), per a piano
- Ball de bastons, dansa catalana, op. 867 (1932), per a piano
- Cantus in Ecclesia, marxa de festa religiosa, per a orquestra, orgue i cor
- La danzarina se divierte (15.10.1945), per a piano
- En el plantío, paso-doble, op. 881, amb el pseudònim M.Burgos, per a mandolina i piano
- En revenant d'une fête, op. 242, per a cor a 4 veus, lletra de Burgès
- Fiesta oriental, dedicada a Grieg[9]
- Gracias a María, op. 848, cançó religiosa per a cor i orgue, amb lletra de Lope de Vega
- Halling, Norgetanz, op. 583, per a piano a 4 mans
- In Troldhangen, Norge elegische melodie, op. 684, per a orgue
- Mort du soldat, op. 116, per a cor a 4 veus, amb lletra d'Àngel Guimerà
- El retorno del Calvario, cuadro sinfónico, op. 874, per a piano a 4 mans i harmònium
- Serenata andaluza, op. 371, per a piano
- Siannah, leyenda lírica en 4 actos y 5 cuadors, op. 442 (1906), òpera amb música i lletra de Burgès
- La vida al camp, op. 489, sardana per a piano[9]
- La vida catalana, op. 849, per a orquestra
- Vora'ls estanys, simfonia choral (popular), op. 839, per a cor mixt, amb lletra d'I. Soler i Escofet

### Música simfònica
- Crepuscule, Hommage a César Franck, op. 448
- Crepúsculo matutino, preludio, op. 392
- Estudio sinfónico, en forma de variacions pera clarinete en Si b y orquesta, op. 655 (1911)
- Iberia, pasodoble militar, op. 30
- Marcha oriental, a grande orquesta, op. 42
- Militär-Festmarsch für grosses orchester, op. 645
- Sinfonía a grande orquesta, op. 16
- Triomphe d'Orphée, prélude, op. 401, dedicat a Miquel Llobet
- Una idea fixa, auca simfònica, op. 301 (1899), dedicada a D'Indy. N'hi ha versió per a quintet de corda[9]
- El vértigo, poema, op. 237 (1898), amb lletra de Gaspar Núñez de Arce[9]
- La vida al camp, poema bucòlic popular, op. 489 (1890), amb lletra de Ramon Masifern

### Música de cambra
- Ballet per a violí i piano, op. 761
- Ballet pour hautbois et instruments à cordes, op. 367
- Corteig i dansa de les belleses, op. 869 (1932), per a mandolina i piano
- Le fils du Roi, ballet pour instruments à cordes, op. 357
- Marcha enfantine, pour instruments à cordes, op. 360
- Romance dramatique, op. 151 (1900), dedicada a Massenet
- Scène populaire, op. 251, per a sis instruments
- Tristesa, peludi simfònic, op. 628 (1910), per a violí, violoncel i piano
- Visión para violoncello y piano, op. 337 (1903)